# قومية إثنية

القومية العرقية، والمعروفة أيضًا باسم القومية الإثنية، هي شكل من أشكال القومية إذ تُعرّف الأمة والجنسية بناءً على الأصل العرقي، مع التركيز على النهج المتمحور حول الإثنية في مختلف القضايا السياسية المتعلقة بالتأكيد لمجموعة إثنية معينة.
الموضوع المحوري للقوميين الإثنيين هو أن «الأمم تُعرّف من خلال تراث مشترك، والذي عادة ما يتضمن لغة مشتركة، إيمان مشترك، وسلف إثني مشترك». وقد يُصنّف أولئك الذين ينتمون إلى أعراق أخرى على أنهم مواطنون من الدرجة الثانية.
يستخدم المنظر أنتوني د. سميث مصطلح «القومية الإثنية» للمفاهيم غير الغربية للقومية، والمناقضة لوجهات نظر الغرب عن الأمة، التي تعتبر أن الأمة تُحدد بناءً على حدودها الجغرافية. يوسع باحثي دراسات المهاجرين هذا المفهوم غير المرتبط جغرافيًا للأمة ضمن مجتمعات المهاجرين، في بعض الأحيان باستخدام مصطلح الإثنية أو الإثنية القومية لوصف مجموعة مفاهيمية للإثنيات المشتتة.

## السمات
المبدأ السياسي الأساسي للقومية الإثنية هو أن الجماعات الإثنية لها الحق في تقرير المصير. تتنوع نتائج هذا الحق، من الدعوات إلى إنشاء تقسيم إداري ذات الحكم ضمن مجتمع قائم بالفعل، إلى إنشاء كيان مستقل ضمن هذا المجتمع إلى إنشاء دولة ذات سيادة مستقلة عن المجتمع. في العلاقات الدولية، يؤدي هذا أيضًا إلى سياسات وحركات من أجل الوحدوية للمطالبة بأمة مشتركة قائمة على أساس الإثنية.
في الدراسات الأكاديمية، غالبًا ما تتناقض القومية الإثنية مع القومية المدنية. تعتبر القومية الإثنية أن الانتماء للأمة يعتمد على النسب أو الوراثة، وغالبًا ما يُعبر عنها من حيث الدم أو القرابة، بدلًا من الانتماء السياسي. ومن ثم، فإن الدول القومية ذات التقاليد القومية الإثنية العريقة تميل إلى تعريف الجنسية أو المواطنة من خلال حق الدم (حق الدم يعني الانحدار من نسل شخص يتمتع بهذه الجنسية) والدول ذات التقاليد القومية المدنية الراسخة تميل إلى تعريف الجنسية أو المواطنة من خلال حق الأرض (حق الأرض يعني الولادة داخل الدولة القومية).
لذلك، تُعتبر القومية الإثنية حصرية في حين أن القومية المدنية أكثر شمولًا. وبدلًا من الولاء للمُثُل المدنية والتقاليد الثقافية المشتركة، فإن القومية الإثنية تميل إلى التأكيد على روايات الأصل المشترك.
تتجذر بعض أنواع القومية الإثنية بقوة في فكرة العرق كخاصية موروثة، مثل القومية السوداء أو القومية البيضاء على سبيل المثال. وغالبًا ما تتجلى القومية الإثنية أيضًا في استيعاب مجموعات الأقليات الإثنية ضمن المجموعة المهيمنة، مثل الطلينة على سبيل المثال. قد يكون أو لا يكون هذا الاستيعاب مبنيًا على الإيمان بوجود بعض السلف المشترك مع المجموعات الإثنية المندمجة ضمن المجموعات المهيمنة (على سبيل المثال مع الجرمنة في الحرب العالمية الثانية). القومية العرقية هي نسخة متطرفة.
تشير النظريات والبيانات التجريبية الحديثة إلى أن الناس لديهم معتقدات مزدوجة حول الجنسية، إذ يمكن توريثها بيولوجيًا عند الولادة واكتسابها ثقافيًا في الحياة.